# Walter Tournier
Walter Tournier (14 juli 1944) is een Uruguayaans producent, scenarioschrijver en regisseur van met name animatiefilms.

## Biografie
Tournier studeerde architectuur aan de Universidad de la República in Montevideo. Hij ontdekte echter dat zijn hart bij de film lag. Tussen 1969 en 1974 maakte hij daarom deel uit van C3M (Cinemateca del Tercer Mundo, vertaald: Filmotheek van de Derde Wereld). Hier produceerde hij zijn film Opera prima: En la selva hay mucho por hacer.
Tot 1985 leefde hij in ballingschap in Peru. Hier richtte hij zich op zijn tweede passie, de archeologie, dat hij volgde aan de Universiteit San Marcos in Lima. Verder maakte hij verschillende korte films. Hier zette hij voor het eerst enkele technieken neer die hem later veel succes opleverden.
In 1986 richtte Tournier samen met Mario Jacob de studio Imagenes op. Hier leidde hij de afdeling animatie en produceerde hij onder meer Los escondites del sol, een film over kinderen die aankwamen in een land met een nieuwe politieke werkelijkheid. Ook maakte hij documentaires en coördineerde hij een animatiewerkplaats waaruit onder meer de miniserie Madre Tierra voortkwam.
In 1994 ging hij zelfstandig verder onder de naam Tournier Animation.
Zijn werk werd op festivals in Latijns-Amerika en Spanje vertoond, en ook in andere delen van de wereld zoals in Duitsland, Frankrijk en de Verenigde Staten. Hij heeft een groot aantal prijzen gewonnen, waaronder een Prins Claus Prijs in 2002.

## Filmografie
- 1979: El cóndor y el zorro
- 1983: Nuestro pequeño paraíso
- 1986: Animation Has No Borders
- 1992: La rambla montevideana
- 1998: Octavio Podesta
- 2000: El jefe y el carpintero cortometraje de 13 minutos.
- 2000: Yo quiero Anuncio de bien público sobre los derechos del niño.
- 2001: Caribbean Christmas
- 2002: Es mi familia
- 2002: Yo quiero participar
- 2002: Yo soy
- 2003: A pesar de todo
- 2003: Tachuela, Varilla y Lechuga
- 2003: Yo quiero jugar
- 2003: Yo quiero que me quieran
- 2005: Queremos vivir
- 2012: Selkirk, el verdadero Robinson Crusoe

- autores.uy: 104
- Gemeinsame Normdatei: 1047679434
- International Standard Name Identifier: 0000 0004 2777 1702
- Système universitaire de documentation: 181005247
- Virtual International Authority File: 306361766